# Флаг Трёхгорного
Флаг муниципального образования Трёхгорный городской округ Челябинской области Российской Федерации — опознавательно-правовой знак, служащий официальным символом муниципального образования.
Флаг утверждён 30 сентября 2003 года (как флаг муниципального образования «Город Трёхгорный», после муниципальной реформы 2006 года — Трёхгорный городской округ) и внесён в Государственный геральдический регистр Российской Федерации с присвоением регистрационного номера 1320.

## Описание
«Флаг города Трёхгорного представляет собой прямоугольное полотнище с соотношением ширины к длине 2:3, разделённое по горизонтали на четыре неравные полосы: широкую голубую сложной формы; широкую зелёную сложной формы в виде трёх гор с белыми снежными вершинами, средняя из которых выше; синюю в 1/10 ширины полотнища, отделённую от соседних полос белыми контурами и красную в 1/5 ширины полотнища. Поверх трёх нижних полос — жёлтый знак атома в 1/2 ширины полотнища».

## Обоснование символики
Город Трёхгорный (ранее Златоуст-36) вырос из рабочего посёлка, основанного в 1954 году. История города неразрывно связана с развитием ядерного машиностроения: на предприятиях города осуществляется производство автоматизированных систем контроля для атомных электростанций; выпускается военная техника; разрабатываются технологии покрытия металлами, в том числе благородными, в вакууме; изготовляется арматура для нефтеперерабатывающих, химических и газодобывающих предприятий, и многое другое. Обо всём этом говорит знак атома.
Главными же фигурами флага являются три горы, символизирующие природные богатства, неразрывную связь города с окружающей природой. Гора как геральдическая фигура, являясь символом величия и великодушия, аллегорически показывает уверенность, устойчивость, неизменность, нерушимость.
Вместе с тем, символика трёх гор многозначна:
— сама по себе цифра «три», — число совершенное (троица, тройственный союз) и означает средоточие целостности;
— три горы аллегорически показывают географическое расположение города в предгорьях западной части Южного Урала;
— три горы, — естественные (созданные природой) символы города.
Таким образом, флаг города Трёхгорного является «гласным», что в геральдике является классическим приёмом создания флага.
Зелёный цвет дополняет символику и говорит о том, что земли, занятые лесами, составляют около 80 % территории.
Зелёный цвет — символ весны, радости, надежды, природы.
Белый цвет (серебро) в геральдике — символ простоты, совершенства, мудрости, благородства, мира, взаимосотрудничества.
Синий цвет (лазурь) в геральдике символ красоты, истины, чести и добродетели.
Красный цвет — право, сила, любовь, мужество, храбрость.